# UCI Asia Tour 2010
Die UCI Asia Tour ist der vom Weltradsportverband Union Cycliste Internationale (UCI) zur Saison 2005 eingeführte asiatische Straßenradsport-Kalender unterhalb der UCI ProTour. Die sechste Saison beginnt am 1. Oktober 2009 und endet am 30. September 2010.
Die Eintagesrennen und Etappenrennen der UCI Asia Tour sind in drei Kategorien (HC, 1 und 2) eingeteilt.

## Gesamtstand
(Endstand am 3. Oktober 2010)
| Platz | Fahrer                 |                    | Punkte |
| ----- | ---------------------- | ------------------ | ------ |
| 1.    | Mehdi Sohrabi          | Iran               | 466,66 |
| 2.    | Hossein Askari         | Iran               | 438,33 |
| 3.    | Ghader Mizbani         | Iran               | 313,33 |
| 4.    | David McCann           | Irland             | 298,66 |
| 5.    | Boris Schpilewski      | Russland           | 246    |
| 6.    | Amir Zargari           | Iran               | 224,33 |
| 7.    | Takashi Miyazawa       | Japan              | 209    |
| 8.    | Francisco José Ventoso | Spanien            | 195    |
| 9.    | Andrei Misurow         | Kasachstan         | 191,66 |
| 10.   | Radoslav Rogina        | Kroatien           | 146    |
| 11.   | Dirk Müller            | Deutschland        | 145    |
| 12.   | Kiel Reijnen           | Vereinigte Staaten | 144    |
| 13.   | Tobias Erler           | Deutschland        | 143    |
| 14.   | Abbas Saeidi Tanha     | Iran               | 133,33 |
| 15.   | José Rujano            | Venezuela          | 130    |
| 16.   | Wouter Mol             | Niederlande        | 123    |
| 17.   | Malcolm Lange          | Sudafrika          | 118    |
| 18.   | Michael Matthews *     | Australien         | 117    |
| 19.   | Miyataka Shimizu       | Japan              | 111    |
| 20.   | Hossein Alīzādeh *     | Iran               | 110,66 |
| 74.   | René Haselbacher       | Osterreich         | 33     |
| 151.  | Roger Beuchat          | Schweiz            | 12     |

| Platz | Team                      |                        | Punkte |
| ----- | ------------------------- | ---------------------- | ------ |
| 1.    | Tabriz Petrochemical      | Iran                   | 1983,3 |
| 2.    | Azad University Iran      | Iran                   | 651,98 |
| 3.    | Giant Asia Racing Team    | Chinesisch Taipeh      | 507,97 |
| 4.    | Team Nippo                | Japan                  | 357    |
| 5.    | Jelly Belly-Kenda         | Vereinigte Staaten     | 218    |
| 6.    | Team Nutrixxion Sparkasse | Deutschland            | 212    |
| 7.    | Seoul Cycling             | Korea Sud              | 205    |
| 8.    | CarmioOro NGC             | Vereinigtes Konigreich | 195    |
| 9.    | Bridgestone Anchor        | Japan                  | 192    |
| 10.   | Geumsan Ginseng Asia      | Korea Sud              | 189    |
| 11.   | Vacansoleil               | Niederlande            | 163    |
| 12.   | Loborika                  | Kroatien               | 154    |
| 13.   | Polygon Sweet Nice        | Indonesien             | 151    |
| 14.   | Aisan Racing Team         | Japan                  | 124    |
| 15.   | Shimano Racing            | Japan                  | 119    |
| 16.   | Team Jayco-Skins          | Australien             | 117    |
| 17.   | Amore & Vita-Conad        | Ukraine                | 111    |
| 18.   | Fly V Australia           | Australien             | 95     |
| 19.   | Drapac Porsche            | Australien             | 91     |
| 20.   | De Rosa-Stac Plastic      | Irland                 | 85     |
| 27.   | Cervélo TestTeam          | Schweiz                | 53     |
| 32.   | ARBÖ KTM-Gebrüder Weiss   | Osterreich             | 41     |

| Platz | Nation              | Punkte  |
| ----- | ------------------- | ------- |
| 1.    | Iran                | 2017,96 |
| 2.    | Japan               | 995     |
| 3.    | Kasachstan          | 667,36  |
| 4.    | Südkorea            | 332     |
| 5.    | Hongkong            | 231     |
| 6.    | Usbekistan          | 230,2   |
| 7.    | Indonesien          | 207     |
| 8.    | Malaysia            | 203     |
| 9.    | Kirgisistan         | 191,66  |
| 10.   | Mongolei            | 141     |
| 11.   | Philippinen         | 95      |
| 12.   | Volksrepublik China | 59      |
| 13.   | Syrien              | 39      |
| 14.   | VAE                 | 36      |
| 15.   | Chinesisch Taipeh   | 35,98   |
| 16.   | Thailand            | 15,66   |
| 17.   | Singapur            | 8       |
| 18.   | Vietnam             | 5       |

| Platz | Nation (U23)        | Punkte |
| ----- | ------------------- | ------ |
| 1.    | Iran                | 259,64 |
| 2.    | Kasachstan          | 210,66 |
| 3.    | Hongkong            | 108    |
| 4.    | Japan               | 91,98  |
| 5.    | Mongolei            | 64     |
| 6.    | Südkorea            | 52     |
| 7.    | Malaysia            | 40     |
| 8.    | VAE                 | 36     |
| 9.    | Kirgisistan         | 32     |
| 10.   | Indonesien          | 29     |
| 11.   | Chinesisch Taipeh   | 25,32  |
| 12.   | Volksrepublik China | 17     |
| 13.   | Singapur            | 8      |
| 14.   | Thailand            | 7      |
| 15.   | Vietnam             | 5      |
|       | Philippinen         | 5      |
| 17.   | Syrien              | 4      |

* U23-Fahrer

## Rennkalender

### Oktober 2009
| Datum   | Rennen             | Kat. | Sieger               | Team                              |
| ------- | ------------------ | ---- | -------------------- | --------------------------------- |
| 6.–10.  | Milad de Nour Tour | 2.2  | Mehdi Sohrabi        | Petrochemical Tabriz Cycling Team |
| 15.–20. | Azerbaïjan Tour    | 2.2  | Ahad Kazemi          | Petrochemical Tabriz Cycling Team |
| 25.     | Japan Cup          | 1.HC | Chris Anker Sørensen | Team Saxo Bank                    |

### November 2009
| Datum   | Rennen                           | Kat. | Sieger                 | Team                              |
| ------- | -------------------------------- | ---- | ---------------------- | --------------------------------- |
| 7.–8.   | Tour de Okinawa                  | 2.2  | Kenji Itami            | Team Bridgestone Anchor           |
| 8.      | Tour de Seoul                    | 1.2  | Ho Sung Cho            | Seoul Cycling                     |
| 11.–19. | Tour of Hainan                   | 2.HC | Francisco José Ventoso | CarmioOro-A Style                 |
| 15.     | Kumamoto International Road Race | 1.2  | Yasuharu Nakajima      | Japan                             |
| 22.–4.  | Tour d’Indonesia                 | 2.2  | Mehdi Sohrabi          | Petrochemical Tabriz Cycling Team |

### Dezember 2009
| Datum   | Rennen                                    | Kat. | Sieger   | Team |
| ------- | ----------------------------------------- | ---- | -------- | ---- |
| 18.     | International Cycling Grand Prix Doha     | 1.2  | abgesagt |      |
| 19.     | International Cycling Grand Prix Al-Khor  | 1.2  | abgesagt |      |
| 20.     | International Cycling Grand Prix Messaeed | 1.2  | abgesagt |      |
| 21.     | International Cycling Grand Prix Losail   | 1.2  | abgesagt |      |
| 23.–25. | Cycling Golden Jersey                     | 2.2  | abgesagt |      |
| 27.–3.  | Tour of South China Sea                   | 2.2  | abgesagt |      |

### Januar
| Datum | Rennen             | Kat. | Sieger            | Team           |
| ----- | ------------------ | ---- | ----------------- | -------------- |
| 23.   | Vice President Cup | 1.2  | Mouhssine Lahsaïn | Marokko        |
| 24.   | Emirates Cup       | 1.2  | Malcolm Lange     | Team Medscheme |

### Februar
| Datum   | Rennen           | Kat. | Sieger             | Team                 |
| ------- | ---------------- | ---- | ------------------ | -------------------- |
| 6.–10.  | Kerman Tour      | 2.2  | Abbas Saeidi Tanha | Azad University Iran |
| 7.–12.  | Tour of Qatar    | 2.1  | Wouter Mol         | Vacansoleil          |
| 14.–19. | Tour of Oman     | 2.1  | Fabian Cancellara  | Team Saxo Bank       |
| 21.     | Mumbai Cyclothon | 1.2  | Juan José Haedo    | Team Saxo Bank       |

### März
| Datum   | Rennen           | Kat. | Sieger       | Team                   |
| ------- | ---------------- | ---- | ------------ | ---------------------- |
| 1.–7.   | Tour de Langkawi | 2.HC | José Rujano  | ISD-Neri               |
| 14.–20. | Tour de Taiwan   | 2.2  | David McCann | Giant Asia Racing Team |

### April
| Datum   | Rennen                                | Kat. | Sieger           | Team                   |
| ------- | ------------------------------------- | ---- | ---------------- | ---------------------- |
| 1.–6.   | Tour of Thailand                      | 2.2  | Kiel Reijnen     | Jelly Belly-Kenda      |
| 10.     | Asienmeisterschaft – Einzelzeitfahren | CC   | Andrei Misurow   | Kasachstan             |
| 12.     | Asienmeisterschaft – Straßenrennen    | CC   | Mehdi Sohrabi    | Iran                   |
| 17.–18. | Tour of the Philippines               | 2.2  | David McCann     | Giant Asia Racing Team |
| 23.–2.  | Tour de Korea                         | 2.2  | Michael Friedman | Jelly Belly-Kenda      |
| 24.–25. | Melaka Governor Cup                   | 2.2  | David McCann     | Giant Asia Racing Team |
| 27.–1.  | Jelajah Malaysia                      | 2.2  | David McCann     | Giant Asia Racing Team |

### Mai
| Datum   | Rennen                        | Kat. | Sieger            | Team                              |
| ------- | ----------------------------- | ---- | ----------------- | --------------------------------- |
| 3.–8.   | Azerbaïjan Tour               | 2.2  | Ghader Mizbani    | Tabriz Petrochemical Cycling Team |
| 11.–15. | International Presidency Tour | 2.2  | Hossein Askari    | Tabriz Petrochemical Cycling Team |
| 16.–23. | Tour of Japan                 | 2.2  | Cristiano Salerno | De Rosa-Stac Plastic              |
| 27.–30. | Tour de Kumano                | 2.2  | Andrei Misurow    | Kasachstan                        |

### Juni
| Datum   | Rennen            | Kat. | Sieger           | Team                              |
| ------- | ----------------- | ---- | ---------------- | --------------------------------- |
| 1.–6.   | Tour de Singkarak | 2.2  | Ghader Mizbani   | Tabriz Petrochemical Cycling Team |
| 13.     | Tour de Jakarta   | 1.2  | Matnur Matnur    | Polygon Sweet Nice                |
| 18.–20. | Tour of East Java | 2.2  | Hossein Alīzādeh | Tabriz Petrochemical Cycling Team |

### Juli
| Datum   | Rennen               | Kat. | Sieger          | Team                              |
| ------- | -------------------- | ---- | --------------- | --------------------------------- |
| 7.–11.  | Milad-e-Do-Nur-Tour  | 2.2  | Ramin Mehrabani | Azad University Iran              |
| 16.–25. | Tour of Qinghai Lake | 2.HC | Hossein Askari  | Tabriz Petrochemical Cycling Team |

### August
| Datum   | Rennen        | Kat. | Sieger      | Team           |
| ------- | ------------- | ---- | ----------- | -------------- |
| 21.–22. | Tour of India | 2.2  | abgesagt    |                |
| 29.     | Tour de Delhi | 2.2  | Arran Brown | Team Medscheme |

### September
| Datum   | Rennen           | Kat. | Sieger           | Team                      |
| ------- | ---------------- | ---- | ---------------- | ------------------------- |
| 10.–20. | Tour of China    | 2.2  | Dirk Müller      | Team Nutrixxion Sparkasse |
| 16.–20. | Tour de Hokkaidō | 2.2  | Miyataka Shimizu | Bridgestone Anchor        |